# Natriumtetrafluorboraat
Natriumtetrafluoroboraat is een anorganische verbinding met de formule NaBF4. Het is een zout dat in kleurloze of witte rombische kristallen voorkomt. Het lost goed in water op, minder goed in organische oplosmiddelen.
Natriumtetrafluoroboraat wordt gebruikt als vloeimiddel bij sommige vormen van solderen en als uitgangsstof in de productie van boortrifluoride.

## Synthese
Natriumtetrafluoroboraat kan bereid worden door tetrafluorboorzuur te neutraliseren met natriumcarbonaat of natriumhydroxide.
{\displaystyle {\ce {HBF4\ +\ Na2CO3\ ->\ NaBF4\ +\ H2O\ +\ CO2}}}
{\displaystyle {\ce {HBF4\ +\ NaOH\ ->\ NaBF4\ +\ H2O}}}
Een alternatief vormt de reactie van boorzuur, waterstoffluoride en natriumcarbonaat:
{\displaystyle {\ce {2\,H3BO4\ +\ 8\,HF\ +Na2CO3\ ->\ 2\,NaBF4\ +\ 7\,H2O\ +\ CO2}}}

## Reacties en toepassingen
- Bij verwarmen tot het smeltpunt ontleedt natriumtetrafluorboraat in natriumfluoride en boortrifluoride:[5]

{\displaystyle {\ce {NaBF4\ ->\ NaF\ +\ BF3}}}
- Het is een bron van het tetrafluorboraat-anion, dat in de organische chemie wordt toegepast als niet-nucleofiel tegenion in de bereiding van zouten.
- Het kan worden toegepast in de productie van ionische vloeistoffen, waarbij het tetrafluorboraat het anion is.